# Marine Corps Base Hawaii
La Marine Corps Base Hawaii (MCBH), anciennement  Marine Corps Air Station Kaneohe Bay, est une base de l'United States Marine Corps (USMC) située à Hawaï aux États-Unis.

## Historique
La Marine Corps Air Station Kaneohe Bay est inauguré en 1952.
En 1994, le Corps des Marines a regroupé toutes ses installations à Hawaï sous un commandement unique, identifié comme le Marine Corps Base Hawaii.
Le 3e régiment de Marines, entre autres,  y est stationné.

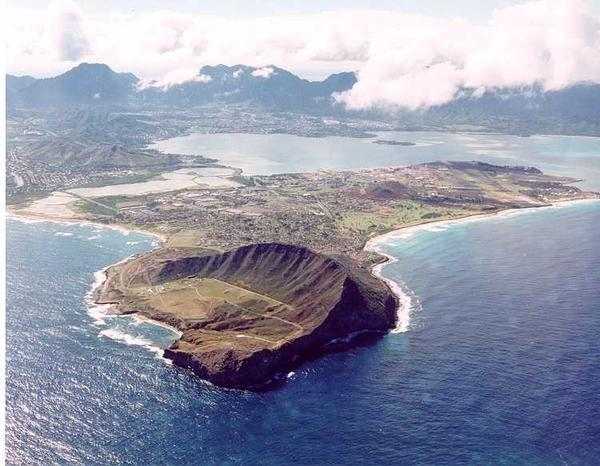
Marine Corps Base Hawaii.